# Butaca Sanmarquina
Butaca Sanmarquina fue una revista de crítica cinematográfica publicada por el Centro Cultural de San Marcos entre 1998 y 2016.Su enfoque principalmente fue en la cinematografía nacional.

## Historia
El inicio de la revista fue dando indicios cuando los estudiantes  sanmarquinos en 1965, en el proceso de acercamiento al séptimo arte, dieron inicio al Cine Club San Marcos con el apoyo de la Federación de estudiantes. A este proyecto posteriormente se sumó como auspiciador la Dirección Universitaria y Proyección social, estando la conformación parte del Cine Arte de San Marcos.
La revista de expresión del colectivo Cine Arte San Marcos, al cual hoy se le conoce como Dirección de Cine y Producción Audiovisual de San Marcos, difundió contenido audiovisual, obras de nuevos directores, promotores cinematográficas, entre otros.
El contenido de la colección de revistas digitales está a disposición del público gracias a un proyecto colaborativo con la Biblioteca España de las Artes del Centro Cultural de San Marcos.

## Difusión
El contenido de la colección de revistas digitales está a disposición del público gracias a un proyecto colaborativo con la Biblioteca España de las Artes del Centro Cultural de San Marcos. El proyecto de difusión fue dirigido por el Mg. César Puerta Villagaray y la Dirección General Biblioteca y Publicaciones UNMSM, bajo la dirección del Dr. Pablo Sandoval López, con la finalidad de rescatar el patrimonio de la universidad en la recuperación de información y a la vez facilitar el acceso libre al público.

## Editores generales / Directores
- Fernando Samillán Cavero
- René Weber
- Mario Pozzi-Escot